# 남순강화
남순강화(南巡講話)는 덩샤오핑(鄧小平, 등소평)이 1992년 1월 18일부터 2월 22일까지 우한(武漢), 선전(深圳), 주하이(珠海), 상하이(上海)등을 시찰하고 중요한 담화를 발표한 일이다.

## 배경
덩샤오핑이 제창한 개혁개방정책이 10년을 맞이한 1989년에는 톈안먼 사건이 벌어졌으며, 1991년에는 소비에트 연방이 붕괴했다. 이로 인해 중국 내부에는 개혁개방정책을 둘러싼 논란이 심화됐다. 몇몇 보수주의적인 그룹들은 "성자성사(姓資姓社. 자본주의냐 사회주의냐)" 논쟁을 일으키기도 했다.

## 내용
덩샤오핑 강화의 주 내용은 "자본주의에도 계획이 있고 사회주의에도 시장이 있다"는 것으로, '성자성사'를 위시한 이념 논쟁을 정면 반박한 것이었다. 톈안먼 사건으로 일시 중단됐던 개혁개방정책은 다시 추진됐고, 사영기업 육성, 400여 가지의 규제완화 등 경제개방에 속도가 붙었다.